# Vimpelmossa
Vimpelmossa (Trochobryum carniolicum) är en bladmossart som beskrevs av Breidler och G. R. Beck 1885. I den svenska databasen Dyntaxa används istället namnet Seligeria carniolica. Enligt Catalogue of Life ingår Vimpelmossa i släktet Trochobryum och familjen Seligeriaceae, men enligt Dyntaxa är tillhörigheten istället släktet dvärgmossor och familjen Seligeriaceae. Enligt den svenska rödlistan är arten starkt hotad i Sverige. Arten förekommer på Gotland. Artens livsmiljö är havsstränder, våtmarker. Inga underarter finns listade i Catalogue of Life.